# Tafur
Con il termine Tafur, ai tempi della Prima Crociata, Turchi e Crociati indicarono bande di straccioni, probabilmente superstiti della crociata dei poveri riorganizzatisi in gruppi armati, temuti da nemici e amici per la loro ferocia e barbarie.

## Storia
La crociata dei poveri si concluse in un disastro per le schiere dei pellegrini, tuttavia i sopravvissuti si riunirono in gruppi di miserabili sbandati che continuarono a combattere gli infedeli a modo loro. Il termine Tafur con cui vennero chiamati significava forse "marmaglia" o "vagabondi", in quanto erano schiere di sbandati che seguivano gli eserciti crociati nelle loro battaglie.
A questi Tafur vennero attribuite le più abiette azioni: saccheggi, stupri, massacri indiscriminati, violenze di ogni tipo e persino il cibarsi di cadaveri, sia di infedeli che di crociati. Le loro azioni feroci e furiose assieme al loro aspetto trasandato e selvaggio incussero il più vivo terrore nelle popolazioni delle terre che attraversarono. Secondo i resoconti medievali avevano un loro re, Re Tafur, un cavaliere normanno che avrebbe abbandonato le proprie ricchezze per vivere in povertà e le cui gesta sono narrate nella Chanson d'Antioche ed in altre epiche medievali.

### Etimologia
Il termine è di etimo incerto, forse una parola fiamminga dal significato di "vagabondo" o "straccione", con la quale decise di definirli il loro duce (Re Tafur sarebbe quindi Re "Straccione") in ossequio agli insegnamenti del pauperismo o dell'ascetismo medievali. Secondo Guiberto di Nogent sarebbe invece una parola turca o araba ("barbara"), col medesimo significato.

## Dal punto di vista dei Crociati
In realtà i cavalieri crociati (quelli della "crociata dei nobili") non vedevano di buon occhio queste schiere selvagge. Infatti provavano un certo ribrezzo per il loro aspetto ed i loro modi, nonché imbarazzo per il fatto che non obbedissero ai loro ordini. Tuttavia li tolleravano in quanto la loro triste fama era sufficiente a terrorizzare i nemici, tanto da garantire un vantaggio tattico e persino strategico alla causa crociata nelle battaglie e negli assedi.